# スパノバ!/BIGBANG!
「スパノバ!/BIGBANG!」（スパノバ/ビッグバン）は、2014年2月26日にFRAMEより発売されたT-Pistonz+KMCの18枚目のシングル。

## 概要
CD+DVD盤、通常盤の2種がリリース。品番はCD+DVD盤がAVCD-55058〜B、通常盤がAVCD-55059。
両曲ともニンテンドー3DS用ゲームソフト『イナズマイレブンGO ギャラクシー ビッグバン/スーパーノヴァ』の主題歌である。
また「スパノバ！」はテレビ東京系アニメ『イナズマイレブンGO ギャラクシー』のオープニングテーマ（33話〜43話）である。
なお、初回特典としてイナズマイレブンシリーズ チェンジングジャケット(風丸，狩屋マサキ，南沢篤志の3種類中1種)がランダムで封入される。

## 収録曲
- CD+DVD盤、通常盤共通。

1. スパノバ!
  - 作詞・作曲 - TPK / 編曲 - 菊谷知樹 / ブラスアレンジ - 竹上良成
  - テレビ東京系列アニメ『イナズマイレブンGO ギャラクシー』オープニングテーマ（33話〜43話）
  - ニンテンドー3DSソフト『イナズマイレブンGO ギャラクシー スーパーノヴァ』オープニングテーマ
2. BIGBANG!
  - 作詞・作曲 - TPK / 編曲 - 菊谷知樹
  - ニンテンドー3DSソフト『イナズマイレブンGO ギャラクシー ビッグバン』オープニングテーマ
3. スパノバ!（オリジナル・カラオケ）
4. BIGBANG!（オリジナル・カラオケ）

### DVD（CD+DVD盤）
1. スパノバ!(ミュージックビデオ)
2. スパノバ!(振付レクチャービデオ)